# Invasion America
Invasion America è un cartone animato a tema fantascientifico creato da Steven Spielberg e prodotto da DreamWorks Animation.
Trasmesso in Italia su Italia 1, nella versione originale i personaggi sono doppiati da Lorenzo Lamas, Kristy McNichol e Leonard Nimoy.